# Kolozsvár emléktáblái
Kolozsváron sok emléktábla található, amely a magyar történelem és kultúra eseményeire emlékeztet. Ezek közül azonban sok magasan van elhelyezve, néha nehezen vehető észre. Még a magyar nyelvű turistakalauzok is csak keveset említenek közülük.
Az alábbi lista nem teljes, de igyekszik a belváros fontosabb emléktábláit felleltározni, olyan sorrendben, hogy egy séta során akár meg is nézhetők legyenek.

## Bolyai János-emléktáblák
A Deák Ferenc (Eroilor) és Bolyai utcák kereszteződésénél található Bolyai János világhírű matematikus szülőháza, amelyen két emléktábla van. Az egyik a homlokzaton (amelyet 1903-ban helyeztek oda), a másik a Bolyai utcai falon (amely kétnyelvű, és 1952-ben került a helyére).

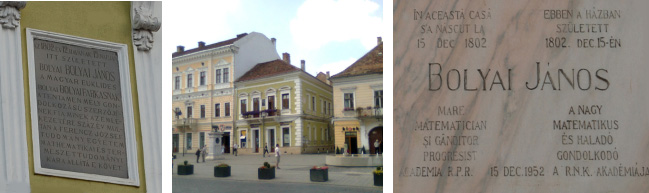

| AZ 1802 ÉV 12 HAVÁNAK 15 NAPJÁN ITT SZÜLETETT BOLYAI BOLYAI JÁNOS A MAGYAR EUKLIDES BOLYAI BOLYAI FARKASNAK A TENTAMEN MÉLY GON- DOLKODÁSÚ SZERZŐJÉ- NEK FIA MINEK AZ EMLÉ- KEZETÉRE SZÁZ ÉV MÚL- TÁN A FERENCZ JÓZSEF TUDOMÁNYEGYETEM MATHEMATIKAI ÉS TER- MÉSZETTUDOMÁNYI KARA ÁLLÍTÁ E KÖVET |

| ÎN ACEASTĂ CASĂ EBBEN A HÁZBAN S'A NASCUT LA SZÜLETETT 15 DEC. 1802 1802. DEC. 15-ÉN BOLYAI JÁNOS MARE A NAGY MATEMATICIAN MATEMATIKUS ŞI GÂNDITOR ÉS HALADÓ PROGRESIST GONDOLKODÓ. ACADEMIA R. P. R. 15 DEC 1952 A R. N. K. AKADÉMIÁJA |

## Bem József-emléktábla
Bem József szabadságharcos tábornok kolozsvári győztes átvonulásának emlékét a Deák Ferenc (Eroilor) utca 1. szám alatti házon lévő emléktábla idézi.

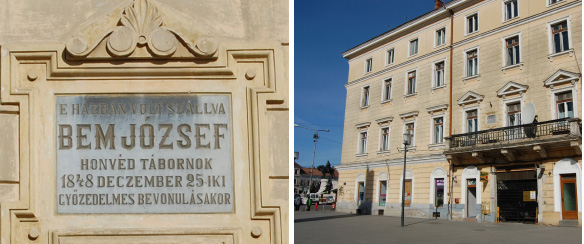

| E HÁZBAN VOLT SZÁLLVA BEM JÓZSEF HONVÉD TÁBORNOK 1848 DECZEMBER 25-IKI GYŐZEDELMES BEVONULÁSAKOR |

## Emléktábla Deák Ferenc és Vörösmarty Mihály emlékére
A Főtér 27. szám alatti ház erkélye bal oldalán emléktábla hirdeti Deák Ferenc és Vörösmarty Mihály 1845-ös kolozsvári látogatását. Ekkor látogatták meg Wesselényi Miklóst zsibói kastélyában. Minden forrás szerint a tábla több pontatlanságot is tartalmaz: nem az erkélyen, hanem a kapu előtt fogadták az ifjakat, és a tábla elhelyezésének dátuma nem 1908, hanem 1903. (Furcsa, hogy ezt akkor nem vették észre!)

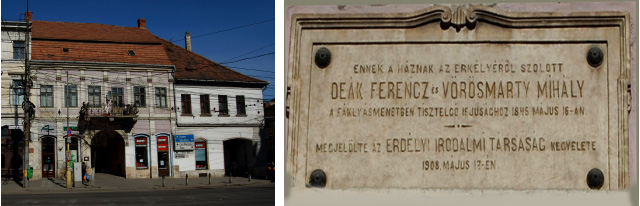

| ENNEK A HÁZNAK AZ ERKÉLYÉRŐL SZÓLOTT DEÁK FERENCZ ÉS VÖRÖSMARTY MIHÁLY A FÁKLYÁSMENETBEN TISZTELGŐ IFJÚSÁGHOZ 1845 MÁJUS 16-ÁN MEGJELÖLTE AZ ERDÉLYI IRODALMI TÁRSASÁG KEGYELETE 1908. MÁJUS 12-ÉN |

## Fadrusz János-emléktábla
Igénytelen kivitelű, román nyelvű tábla hirdeti a Főtér 21. szám alatti házon, hogy itt volt megszállva Fadrusz János 1902-ben, amikor a Mátyás-szobrot ünnepélyesen leleplezték.
| ÎN ACEASTĂ CASĂ A LOCUIT ÎN 1902 SCULPTORUL IOAN FADRUSZ (1858-1903), CU PRILEJUL AMPLASĂRII OPEREI SALE CELEBRE, STATUIA ECVESTRĂ A REGELUI MATEI CORVINUL, DEZVELITĂ LA 14 OCT. 1902. |

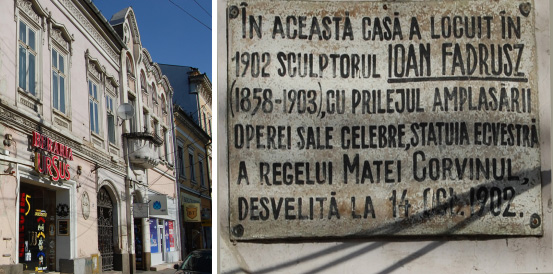

Magyar fordításban a tábla szövege: Ebben a házban lakott 1902-ben Fadrusz János (1858-1903) szobrász, híres művének, Corvin Mátyás lovasszobrának 1902. okt. 14-i elhelyezése alkalmából. A táblán hibás a szobor leleplezésének dátuma, mivel az nem október 14, hanem október 12.

## Emléktábla Mátyás király szülőházán
1889. szeptember 2-án Jókai Mór és Orbán Balázs részvételével leplezték le a szülőházra elhelyezett bronz emléktáblát.

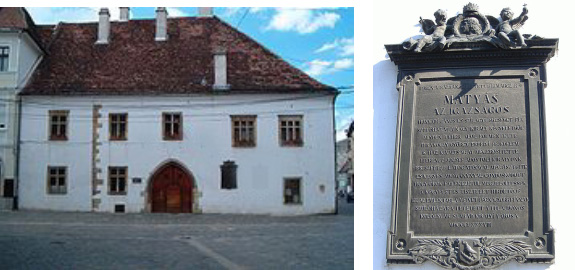

| EBBEN A HÁZBAN SZÜLETETT 1443. MÁRCZ. 27-én MÁTYÁS AZ IGAZSÁGOS HUNYADI JÁNOS ÉS SZILÁGYI ERZSÉBET FIA SZÜLŐHÁZÁT A NAGY KIRÁLY KEGYELETBŐL MINDEN TEHER ALÓL FÖLMENTETTE II. RÁKÓCZY GYÖRGY ERDÉLYI FEJEDELEM E HÁZ KIVÁLTSÁGÁT MEGERŐSÍTETTE I. FERENCZ JÓZSEF APOSTOLI KIRÁLYUNK 1887 SZEPT. 23-án LÁTOGATÁSÁVAL MEGTISZTELTE ÉS KEGYES ADOMÁNYNYAL GONDOSKODOTT HOGY ÖRÖK EMLÉKEZETÜL MEGJELÖLTESSÉK A KEGYELET ÉS TISZTELET HIRDETŐJE EZ AZ EMLÉKTÁBLA MELYET LEGNAGYOBB FIÁNAK SZÜLŐHÁZÁRA TÉTETETT A TULAJDONOS KOLOZSVÁR SZABAD KIRÁLYI VÁROSA MDCCCLXXXVIII |

## Bocskai István-emléktábla
A Mátyás király szülőházával szemben található Bocskai István szülőháza (Mátyás király utca 4. sz.). Ma a Sapientia Erdélyi Magyar Tudományegyetem székháza. 2011. április 19-én az épület északi oldalán háromnyelvű emléktáblát helyeztek el a Hajdú Bihar Megyei Önkormányzat keretében működő Bocskai Emlékbizottság kezdeményezésére. A tábla készítője Győrfi Lajos püspökladányi szobrászművész.

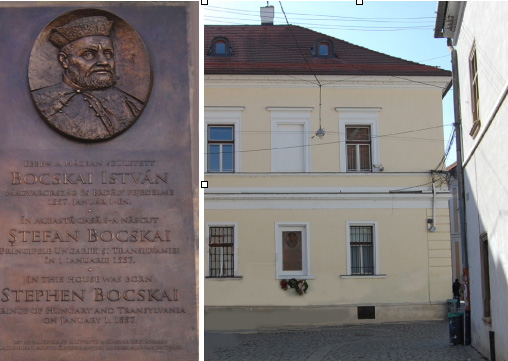

| EBBEN A HÁZBAN SZÜLETETT BOCSKAI ISTVÁN MAGYARORSZÁG ÉS ERDÉLY FEJEDELME 1557. JANUÁR 1-ÉN. ÎN ACEATĂ CASĂ S-A NĂSCUT ŞTEFAN BOCSKAI PRINCIPELE UNGARIEI ŞI TRANSILVANIEI ÎN 1 IANUARIE 1557. IN THIS HOUSE WAS BORN STEPHEN BOCSKAI PRINCE OF HUNGARY AND TRANSYLVANIA ON JANUARY 1, 1557. EZT AZ EMLÉKTÁBLÁT ÁLLÍTTATTA A MAGYAR KÖZTÁRSASÁG HAJDÚ-BIHAR MEGYEI ÖNKORMÁNYZAT BOCSKAI MUNKABIZOTTSÁGA |

## Kőváry László-emléktábla
A Bástya (Daicoviciu) és Víz (Roosevelt) utcák sarkán lévő házon emléktábla hirdeti, hogy itt élt és dolgozott Kőváry László történész.

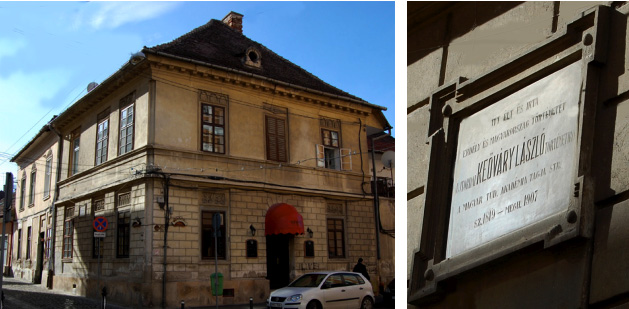

| ITT ÉLT ÉS ÍRTA ERDÉLY ÉS MAGYARORSZÁG TÖRTÉNETÉT Dr. UJTORDAI KEŐVÁRY LÁSZLÓ TÖRTÉNETÍRÓ A MAGYAR TUD. AKADÉMIA TAGJA STB. SZ. 1819 – MEGH. 1907 |

## Dsida Jenő-emléktábla
A Fürdő (Cardinal Iuliu Hossu) utca 28. száma alatti házon 2007-ben elhelyeztek egy emléktáblát, ahol Dsida Jenő költő utolsó lakhelye volt.

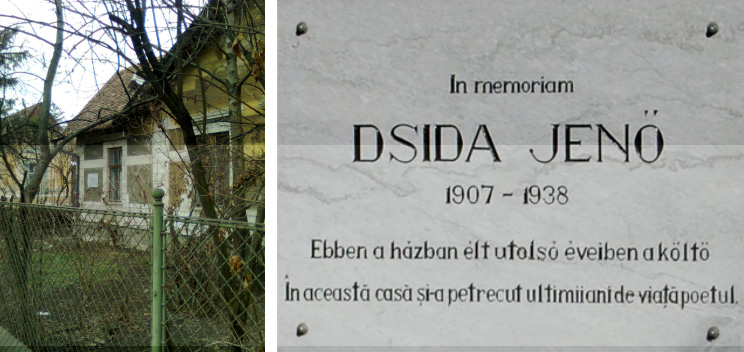

| In memoriam DSIDA JENŐ 1907-1938 Ebben a házban élt élete utolsó éveiben a költő În această casă şi-a petrecut ultimii ani de viaţă poetul |

## Szőcs Géza-emléktábla
A Sétatér melletti (Schütz János/Cişmigiu utca 1.) egykori lakásán 2021-ben emléktáblát helyeztek el. 

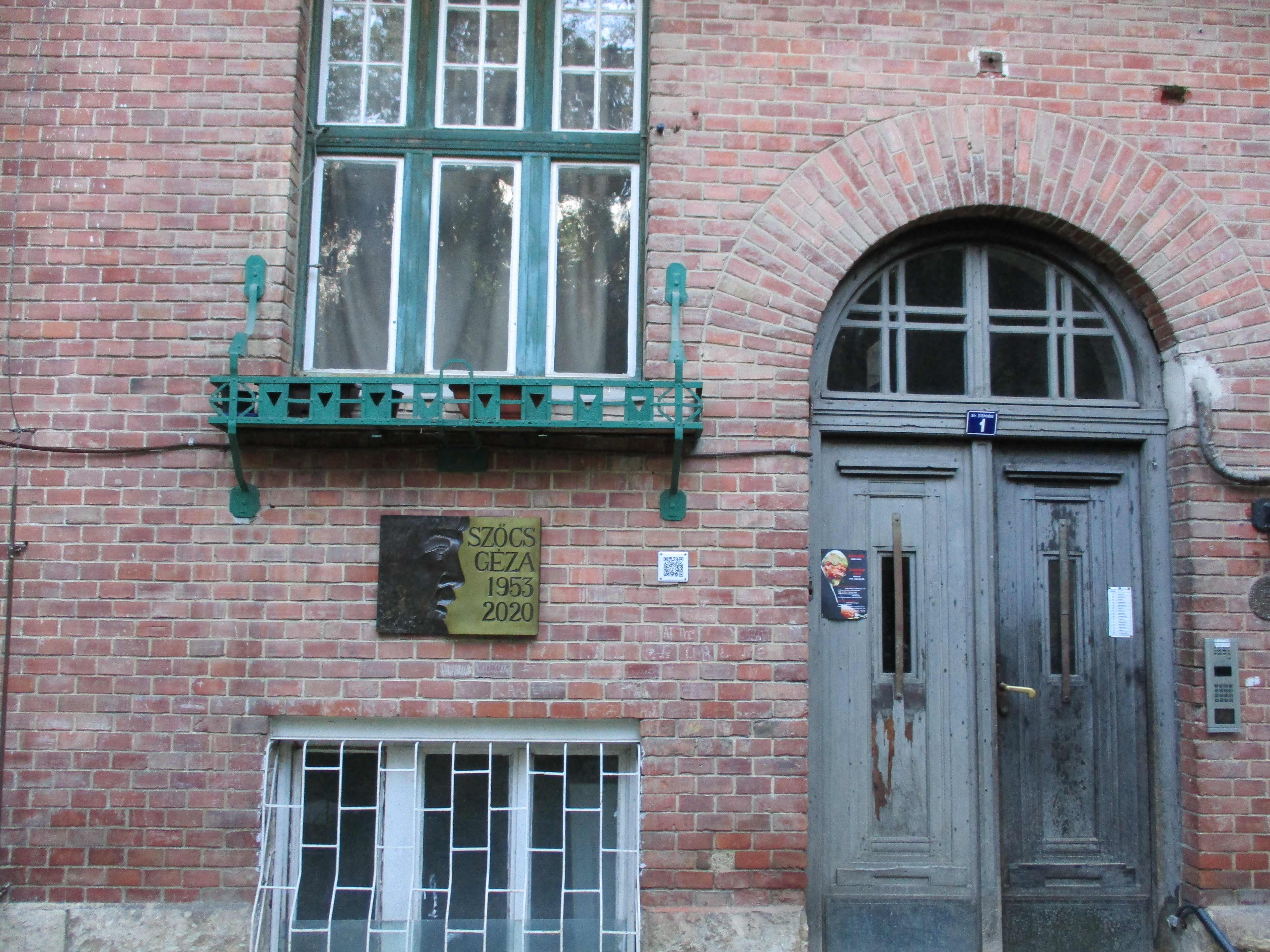

| SzŐCS GÉZA 1953 2020 |

## Liszt Ferenc-emléktábla
Az Unió (Memorandumului) utca 21. sz. alatti Redut épületére (amely ma néprajzi múzeum) 2011-ben háromnyelvű emléktáblát helyeztek, annak emlékére, hogy itt koncertezett Liszt Ferenc 1845-ben és 1879-ben. A művészi tábla Kolozsi Tibor munkája.

| ÎN ACEASTĂ CLĂDIRE A CONCERTAT ÎN ANII 1846 ŞI 1879 EBBEN AZ ÉPÜLETBEN KONCERTEZETT 1846-BAN ÉS 1879-BEN PERFORMED IN THIS BUILDING IN 1846 AND 1879 LISZT FERENC |

## Vályi Gyula-emléktábla
Vályi Gyula matematikus élete utolsó éveit bátyja, Vályi Gábor Majális (Republicii) utca 20. szám alatti házában töltötte. A ház ma a vasútigazgatóság kórházának tulajdonában van. 2007-ben került egy román és egy magyar nyelvű emléktábla (Starmüller Géza munkájaként) a házra. Vályi Gyula sokat tett azért, hogy Bolyai János munkásságát megismertesse az utókorral. A kolozsvári egyetemen rendszeresen tartott előadásokat a Bolyai-geometriáról.

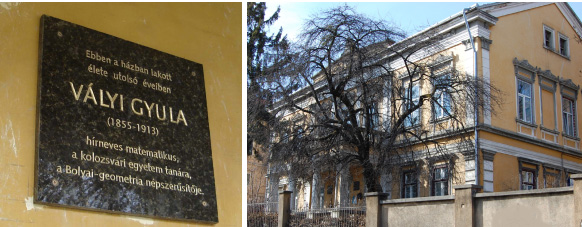

| Ebben a házban lakott élete utolsó éveiben VÁLYI GYULA (1855–1913) hírneves matematikus, a kolozsvári egyetem tanára, a Bolyai-geometria népszerűsítője. |

## Emléktábla az első kolozsvári színi előadásról
A Jókai (Napoca) utca 6. számú ház emeleti részén a Pákei Lajos tervezte elegáns emléktábla hirdeti, hogy itt volt 1792-ben az első színházi előadás Kolozsváron.

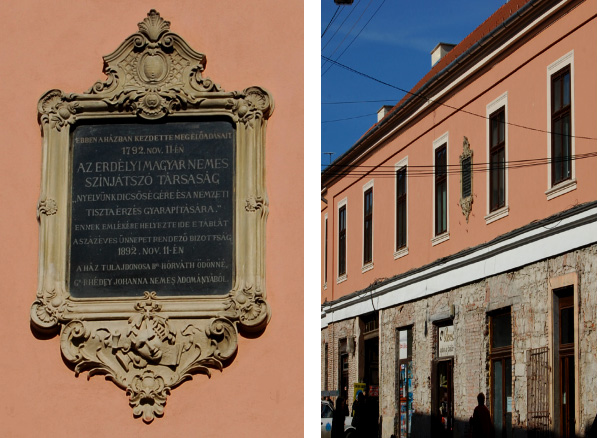

| EBBEN A HÁZBAN KEZDETTE MEG ELŐADÁSAIT 1792. NOV. 11-ÉN AZ ERDÉLYI MAGYAR NEMES SZÍNJÁTSZÓ TÁRSASÁG "NYELVÜNK DICSŐSÉGÉRE ÉS A NEMZETI TISZTA ÉRZÉS GYARAPÍTÁSÁRA." ENNEK EMLÉKÉRE HELYEZTE IDE E TÁBLÁT A SZÁZÉVES ÜNNEPET RENDEZŐ BIZOTTSÁG 1892. NOV. 11-ÉN A HÁZ TULAJDONOSA BR. HORVÁTH ÖDÖNNÉ, GR. RHÉDEY JOHANNA NEMES ADOMÁNYÁBÓL |

## Az első ispotály emléktáblája
A Vár (Kisbúza/Fortăreţei) utca 8. szám alatti kis földszintes házon régi tábla hirdeti, hogy itt, Szábel Boldizsár házában, „hat szegény elaggott” embert ápoltak valaha. A Szábelek erdélyi örmények. A táblán említett Szábel Menyhárt vagyonos ember, a városi tanács tagja, aki 1842-ben nemességet is kérelmezett, Kolozsvárnak és a hazának tett szolgálataiért, sikertelenül.

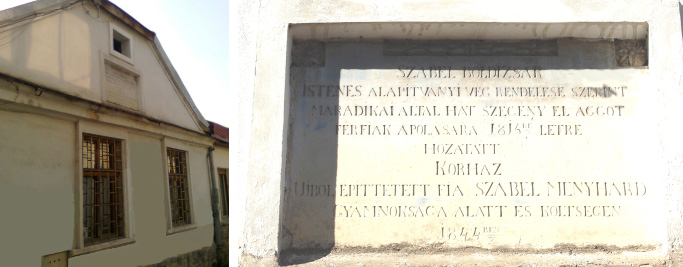

| SZÁBEL BOLDIZSÁR ISTENES ALAPITVÁNYI VÉG RENDELÉSE SZERINT MARADIKAI ÁLTAL HAT SZEGÉNY EL AGGOT FÉRFIAK ÁPOLÁSARA 1815-BE LÉTRE HOZATATT KÓRHÁZ UJBÓL ÉPITTETETT FIA SZÁBEL MENYHÁRD GYÁMNOKSÁGA ALATT ÉS KÖLTSÉGÉN 1844-BEN |

## Petőfi-emléktábla a Biasini-szálló épületén
A régi Petőfi (Avram Iancu) utca Házsongárdi temető bejárata melletti egy emeletes épületén, amely egykor Biasini szállodája volt, emléktábla hirdeti, hogy itt szállt meg feleségével Petőfi Sándor 1847-ben. 1990-től a kolozsvári magyarság ezt az emléktáblát koszorúzza meg minden március 15-én.

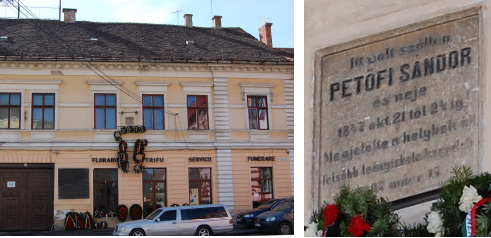

| Itt volt szállva PETŐFI SÁNDOR és neje 1847 okt. 21-től 24-ig Megjelölte a helybeli áll. felsőbb leányiskola kegyelete 1897. márcz. 15. |

## Reményik Sándor-emléktábla
A Toldalagi–Korda-palota Minorita (Hermann Oberth) utcai falán, az emeleti részén van a Reményik Sándor (1890–1941) költő születését hirdető tábla.

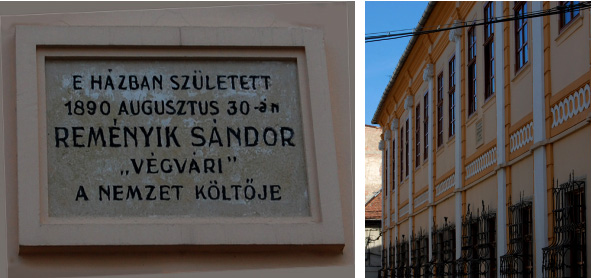

| E HÁZBAN SZÜLETETT 1890 AUGUSZTUS 30-án REMÉNYIK SÁNDOR „VÉGVÁRI” A NEMZET KÖLTŐJE |

## A Toldalagi–Korda-palota emléktáblái
A Király (Brătianu) utca 14. szám alatti Toldalagi–Korda-palota homlokzatán két díszes tábla hirdeti az építkezés kezdetét és befejezését.

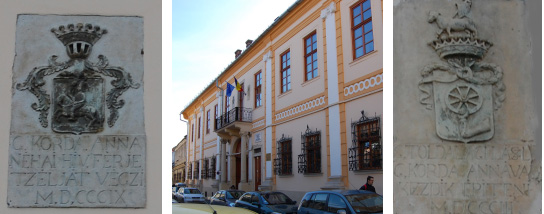

| G. Korda Anna néhai hív férje tzélját végzi MDCCCIX |

| G Toldalagi László G Korda Annával kezdik építeni MDCCCIII |

## Szilágyi Sándor emléktáblája a Farkas utcában
A Farkas utcai református kollégiummal szemben van Szilágyi Sándor (1827–1899) történetíró szülőháza, rajta az 1900. november 2-án elhelyezett emléktábla.

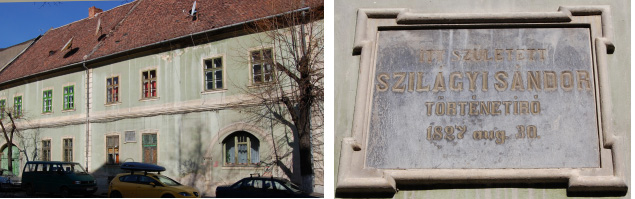

| ITT SZÜLETETT SZILÁGYI SÁNDOR TÖRTÉNETÍRÓ 1827. aug. 30. |

## Herepei János-emléktábla
A Farkas utcát a Király utcával összekötő (a református templomra merőleges) Sámi László (Gaál Gábor) utcában emléktábla hirdeti, hogy itt született, a régi papilak épületében Herepei János (1891–1970) művelődéstörténész, a hires Herepei-család tagja.

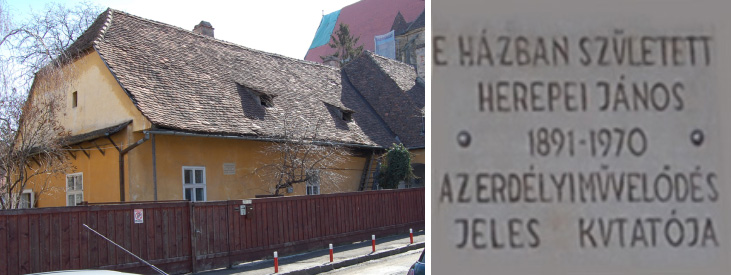

| E HÁZBAN SZÜLETETT HEREPEI JÁNOS 1891–1970 AZ ERDÉLYI MŰVELŐDÉS JELES KUTATÓJA |

## Emléktábla az egykori kőszínház helyén
A Farkas utca 3. szám alatti Egyetemiek Háza (újabban Collegium Academicum) falán 2012. november 30-a óta emléktábla hirdeti, hogy itt állott a magyar nyelvterület első kőszínháza. A tábla 1992-ben készült az erdélyi színjátszás elindulásának 200. évfordulójára, de az akkori nacionalista városvezetés megakadályozta kihelyezését. Az emléktábla alkotója Starmüller Géza.

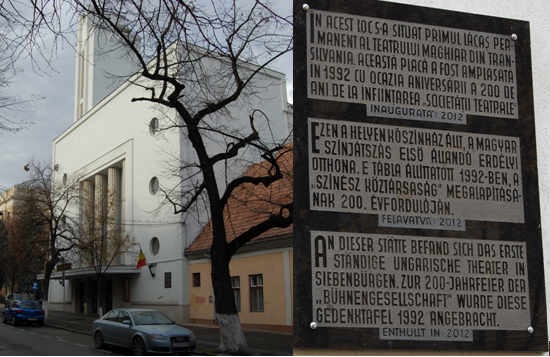

| A magyar nyelvű szöveg: Ezen a helyen kőszínház állt, a magyar színjátszás első állandó erdélyi otthona. E tábla állíttatott 1992-ben, a „színész köztársaság” megalapításá- nak 200. évfordulóján. Felavatva: 2012 |

## Gaál Gábor-emléktábla
A Kossuth Lajos (21 Dec. 1989) utca 20. szám alatti házon kétnyelvű emléktábla hirdeti, hogy itt szerkesztette Gaál Gábor a marxista Korunk című folyóiratot a két világháború között.

## Belső emléktáblák
A városban sok olyan emléktábla van, amely udvarban található, ezért nehezebben hozzáférhető. Ezek közül megemlítjük a Böhm Károly, Reményik Sándor, Bartalis János és Páter Béla botanikus emlékére állíttatottakat a Kossuth Lajos (21 Dec. 1989) utca 1. szám alatti, az evangélikus egyház tulajdonában lévő ház udvarában. A Bocskai István szülőháza (Mátyás király u. 4.) első emeletén a fejedelemre emlékező nagyméretű tábla található. A református kollégium kapualjában Szabó Dezső-emléktábla van. A főtéri katolikus plébánia udvarán Bajor Andorra emlékező tábla található.
Emléktáblák a Kossuth Lajos utca 1. szám alatti evangélikus egyház udvarán:

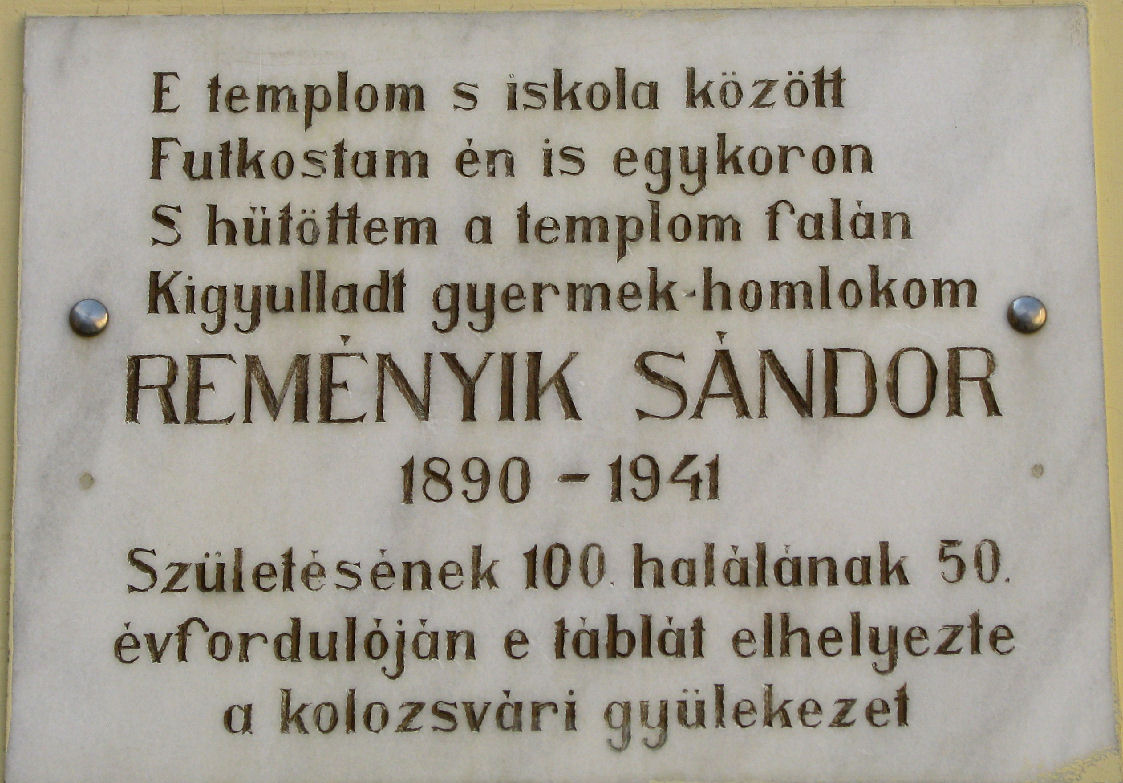
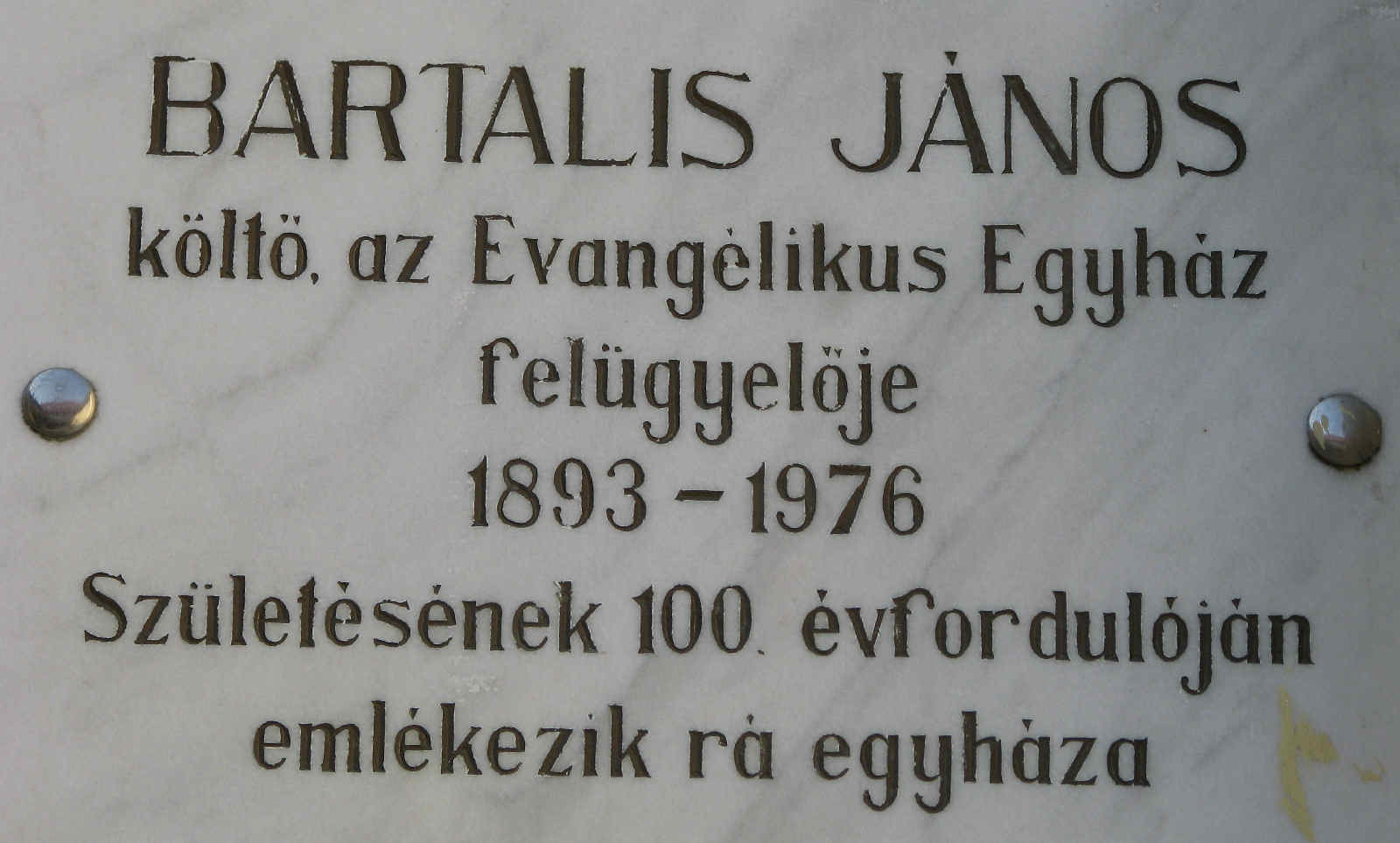
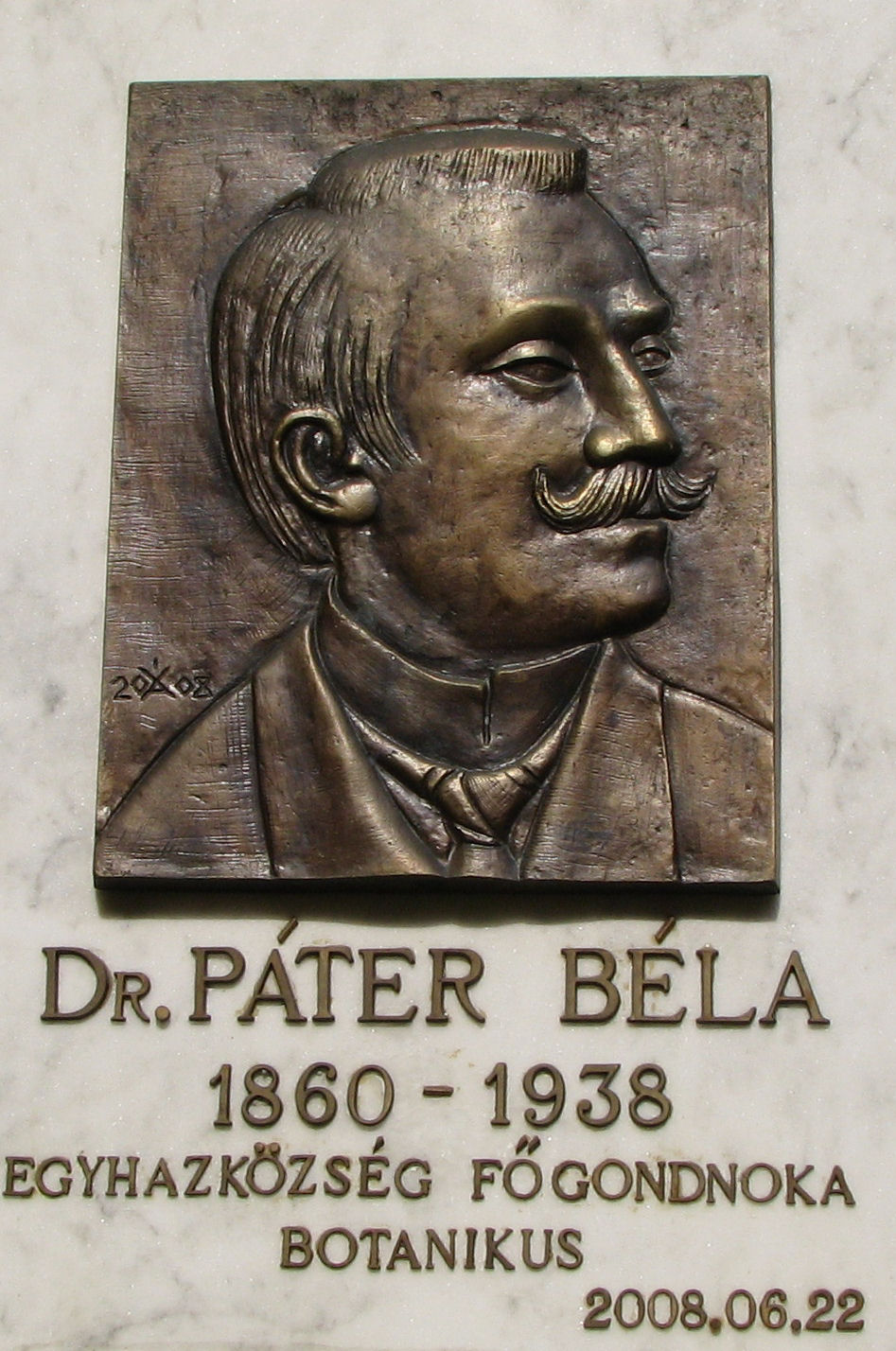

Egyéb belső táblák:

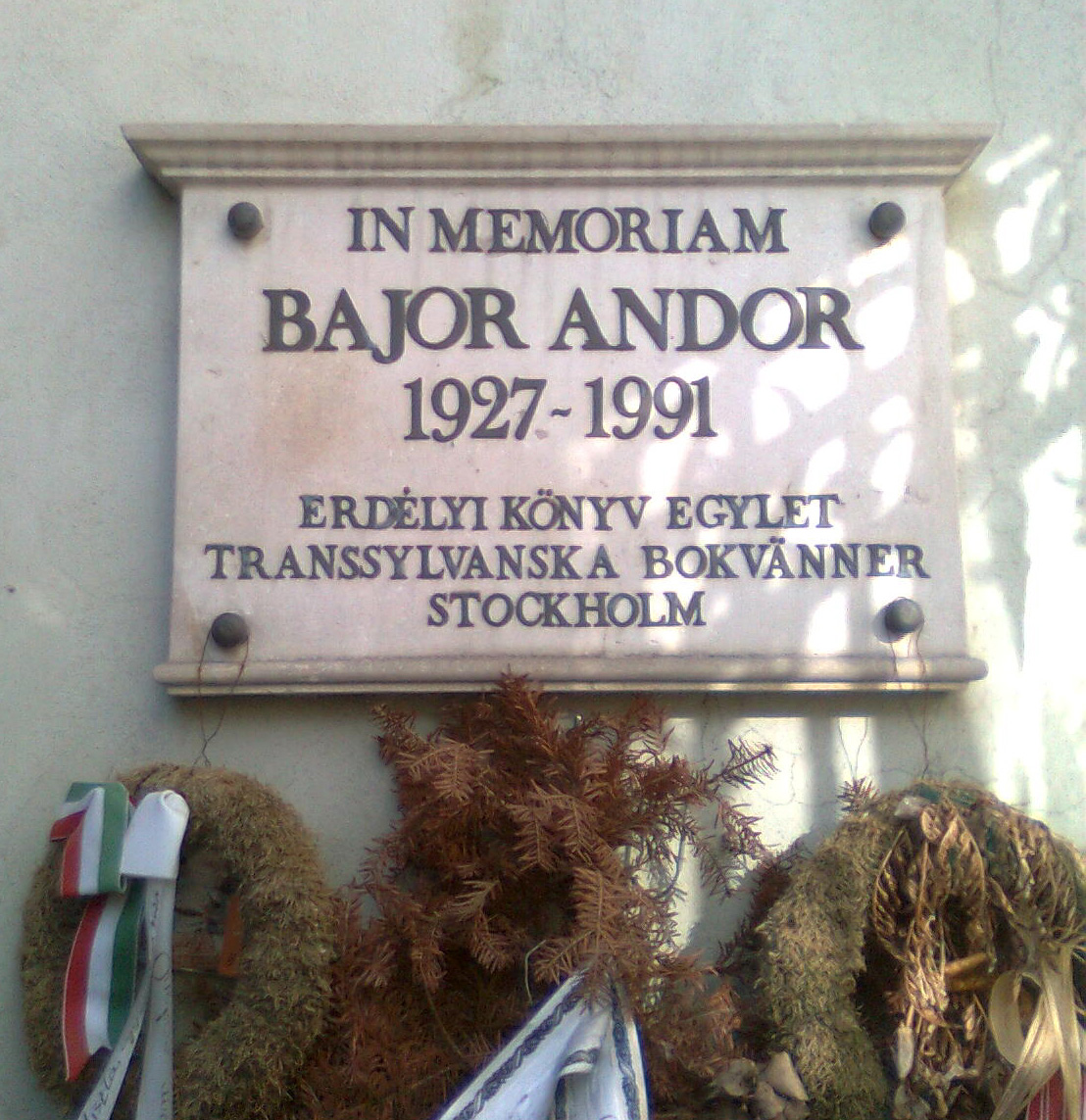
Bajor Andor-tábla a főtéri római katolikus plébánia udvarán
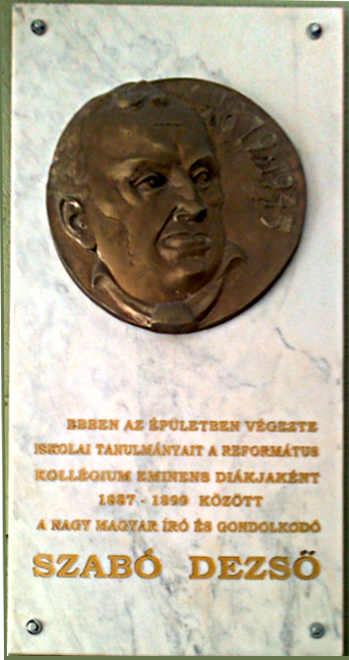
Szabó Dezső-emléktábla a református kollégium bejáratánál